# Autokar
Autokar ist ein belgisch-französischer Kurzfilm für Kinder in Zeichentricktechnik unter der Regie von Sylwia Szkiłądź  aus dem Jahr 2025. Der Film feierte im Februar 2025 auf der Berlinale seine Weltpremiere in der Sektion Berlinale Generation und erhielt dort den Spezialpreis der Internationalen Jury für den Besten Kurzfilm in der Sektion Kplus.

## Handlung
Agata lebt in den 1990er Jahren und verlässt ängstlich in einem Bus ihr Herkunftsland Polen in Richtung Belgien. Damit die Zeit schneller vergeht, schreibt sie einen Brief an ihren Vater in Polen. Aber ihr Bleistift geht verloren und sie kann ihn nicht mehr finden. So muss sie ihre Schüchternheit überwinden und geht auf ihrer Suche nach dem Stift von Sitz zu Sitz. Dabei verwandelt sich der Bus in eine Phantasiewelt mit merkwürdigen Passagieren, die halb Mensch und halb Tier sind. Im Kontakt mit ihnen entdeckt das Mädchen, wie verletzlich diese einsamen Erwachsenen sind. Auch sie wurden aus ihrem Leben und ihrer Familie gerissen, folgen aber immer noch ihren Traum vom Fortgehen. Vielleicht sieht Agata hier genau das gespiegelt, was ihr selbst Angst macht. Was von außen betrachtet migrantische Lebensbedingungen sind, nimmt das Mädchen als Initiation, als Neubeginn wahr.

## Produktion
Produktionsfirma war die belgische Ozù.

### Filmstab
Regie führte Sylwia Szkiłądź, von der auch das Drehbuch stammt.
Als Stimmen der Figuren sind Natalia Wolska, Henryk Niebudek, Elżbieta Gaertner, Marcin Pempuś und Lidia Sadowa zu hören.

### Produktion und Förderungen
Produziert wurde der Film von der belgischen Firma Ozù. Koproduzenten waren unter anderem Amopix (Frankreich), ViviFilm (Belgien) und Novanima (Frankreich), außerdem Radio-télévision belge de la Communauté française.
Unterstützung kam vom polnischen Ministerium für Kultur und nationales Erbe, vom Cinema and Audiovisual Center of the Wallonia-Brussels Federation, der Region Nouvelle-Aquitaine, dem Département Dordogne und der Region Gran-Est in Partnerschaft mit dem Centre national du cinéma et de l’image animée.

### Dreharbeiten und Veröffentlichung
Der Film feierte im Februar 2025 auf der Berlinale seine Weltpremiere in der Sektion Berlinale Generation.

## Auszeichnungen und Nominierungen
- 2025: Internationale Filmfestspiele Berlin: Spezialpreis der Internationalen Jury für den Besten Kurzfilm in der Sektion Kplus